# Блатница (Теслић)
Блатница је насељено мјесто у општини Теслић, Република Српска, БиХ. Према попису становништва из 2013. у насељу је живјело 1.233 становника.

## Историја
Блатница је до 1991. потпуно припадала подручју општине Теслић. Од потписивања Дејтонског споразума већи дио бившег насељеног мјеста остао је у Републици Српској и припада општини Теслић, а мањи дио је у Федерацији БиХ и припада општини Зеница.

## Образовање
У насељу је смјештено Подручно одјељење Основне школе „Доситеј Обрадовић“.

## Становништво
|             | 2013.          | 1991.          | 1981.          | 1971.          | 1961.          |
| Укупно      | 1 248 (100,0%) | 2 890 (100,0%) | 2 946 (100,0%) | 2 717 (100,0%) | 2 147 (100,0%) |
| Срби        | 1 235 (98,96%) | 2 768 (95,78%) | 2 777 (94,26%) | 2 650 (97,53%) | 2 094 (97,53%) |
| Хрвати      | 6 (0,481%)     | 40 (1,384%)    | 29 (0,984%)    | 39 (1,435%)    | 39 (1,816%)    |
| Неизјашњени | 4 (0,321%)     | –              | –              | –              | –              |
| Бошњаци     | 1 (0,080%)     | 7 (0,242%)1    | 10 (0,339%)1   | 7 (0,258%)1    | 1 (0,047%)1    |
| Украјинци   | 1 (0,080%)     | –              | –              | –              | –              |
| Остали      | 1 (0,080%)     | 15 (0,519%)    | 12 (0,407%)    | 9 (0,331%)     | 10 (0,466%)    |
| Југословени | –              | 60 (2,076%)    | 109 (3,700%)   | 7 (0,258%)     | 3 (0,140%)     |
| Црногорци   | –              | –              | 6 (0,204%)     | 5 (0,184%)     | –              |
| Албанци     | –              | –              | 3 (0,102%)     | –              | –              |

1. 1 На пописима од 1971. до 1991. Бошњаци су пописивани углавном као Муслимани.